# Georg Johann Theodor Lau
Georg Johann Theodor Lau (11. juni 1813 i Slesvig – 20. december 1873) var en dansk-tysk præst og kirkehistoriker.
Efter at have studeret i Kiel, hvor især A. Twesten havde indflydelse på hans udvikling, var han i nogle år huslærer. 1843 blev han kompastor i Hatsted og Skobøl i Husum-Bredsted Provsti, 1846 præst i Brunsbüttel i det sydlige Ditmarsken; der fra blev han 1855 forflyttet til Ottensen ved Altona, hvor han døde af et slagtilfælde.
I sin ungdom optrådte han som forfatter af noveller i den holstenske digterpræst Johann Christoph Biernatzkis smag; i den modnere alder syslede han i sin fritid flittig med kirkehistoriske studier. Foruden flere mindre arbejder, vedrørende den almindelige kirkehistorie, har han udgivet en ret udførlig skildring af pave Gregor den stores liv og lære (1845), og han har skrevet adskillige afhandlinger til oplysning af enkelte punkter i Sønderjyllands og Holstens historie, navnlig
en fremstilling af reformationens indførelse i disse egne (1867).